# Вежне-Чукальское сельское поселение
Вежне-Чукальское се́льское поселе́ние — упразднённое муниципальное образование в Атяшевском районе Мордовии Российской Федерации.
Административный центр — село Чукалы-на-Вежне.

## История
Статус и границы сельского поселения установлены Законом Республики Мордовия от 28 декабря 2004 года № 116-З «Об установлении границ муниципальных образований Атяшевского муниципального района, Атяшевского муниципального района и наделении их статусом сельского поселения, городского поселения и муниципального района».
Упразднено в 2019 году с включением всех населённых пунктов в Козловское сельское поселение.

## Население
| 2002 | 2010 | 2012 | 2013 | 2014 | 2015 | 2016 |
| ---- | ---- | ---- | ---- | ---- | ---- | ---- |
| 582  | ↘428 | ↘399 | ↘382 | ↘365 | ↘347 | ↘326 |
| 2017 | 2018 | 2019 |      |      |      |      |
| ↘310 | ↘301 | ↘287 |      |      |      |      |

## Состав сельского поселения
| № | Населённый пункт | Тип населённого пункта | Население |
| - | ---------------- | ---------------------- | --------- |
| 1 | Лига             | посёлок                | ↘6        |
| 2 | Михайловка       | деревня                | ↘19       |
| 3 | Низовка          | село                   | ↘215      |
| 4 | Чукалы-на-Вежне  | село                   | ↘188      |